# Vehículo blindado (objetos de valor)

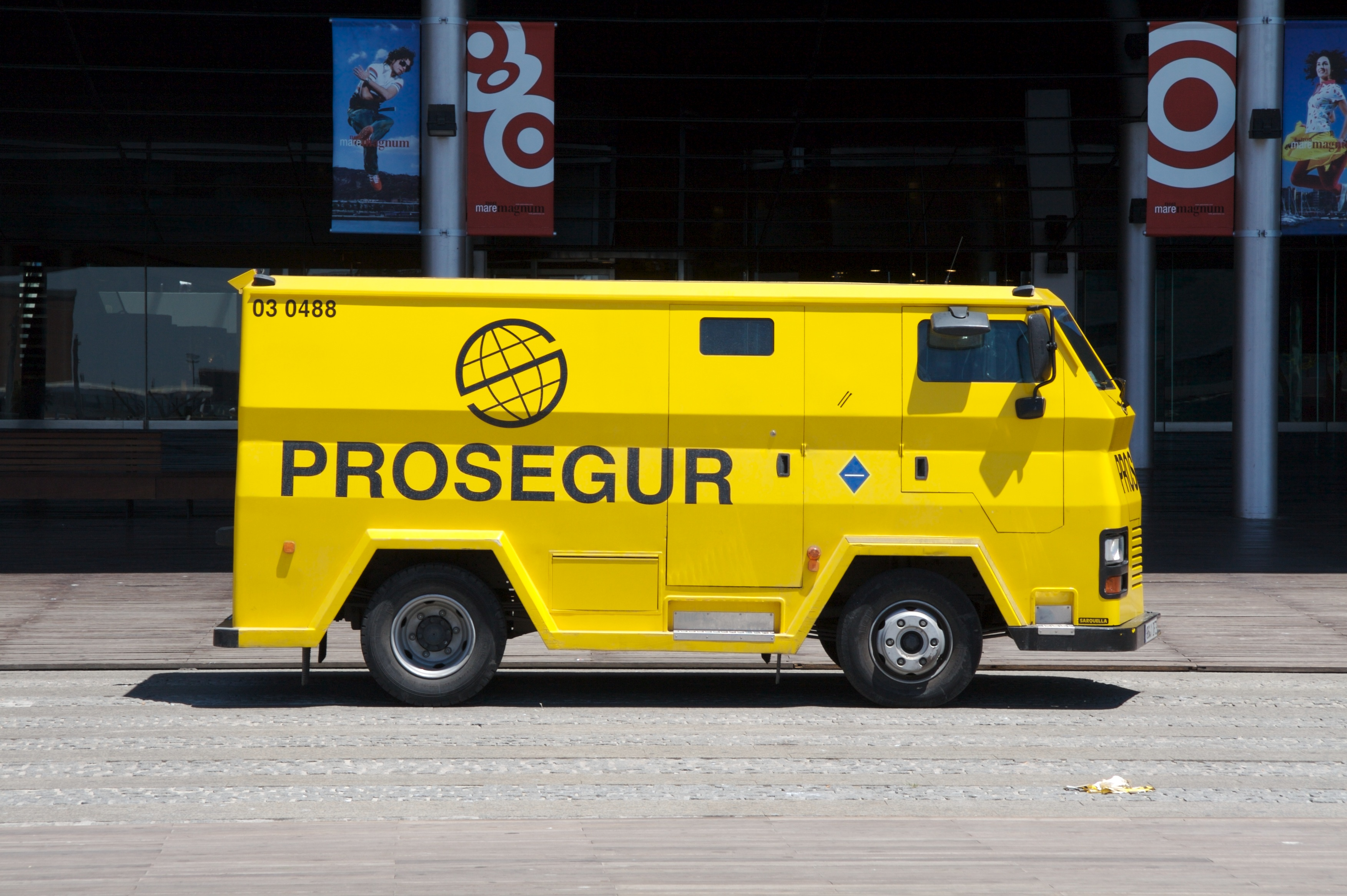
Furgoneta blindada de Prosegur en Barcelona.

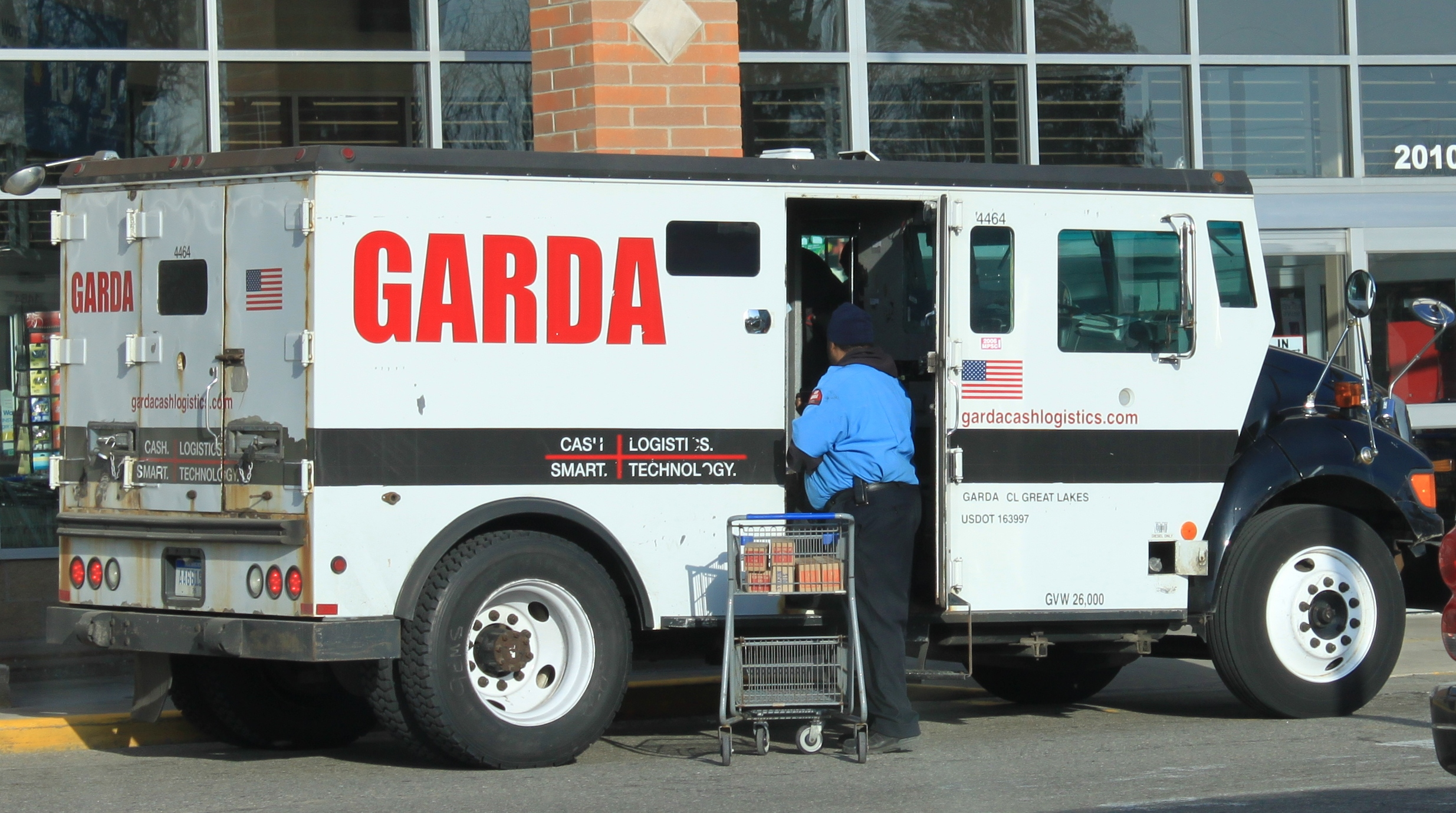
Furgoneta blindada de la Garda, en el Municipio de Ypsilanti, Míchigan.

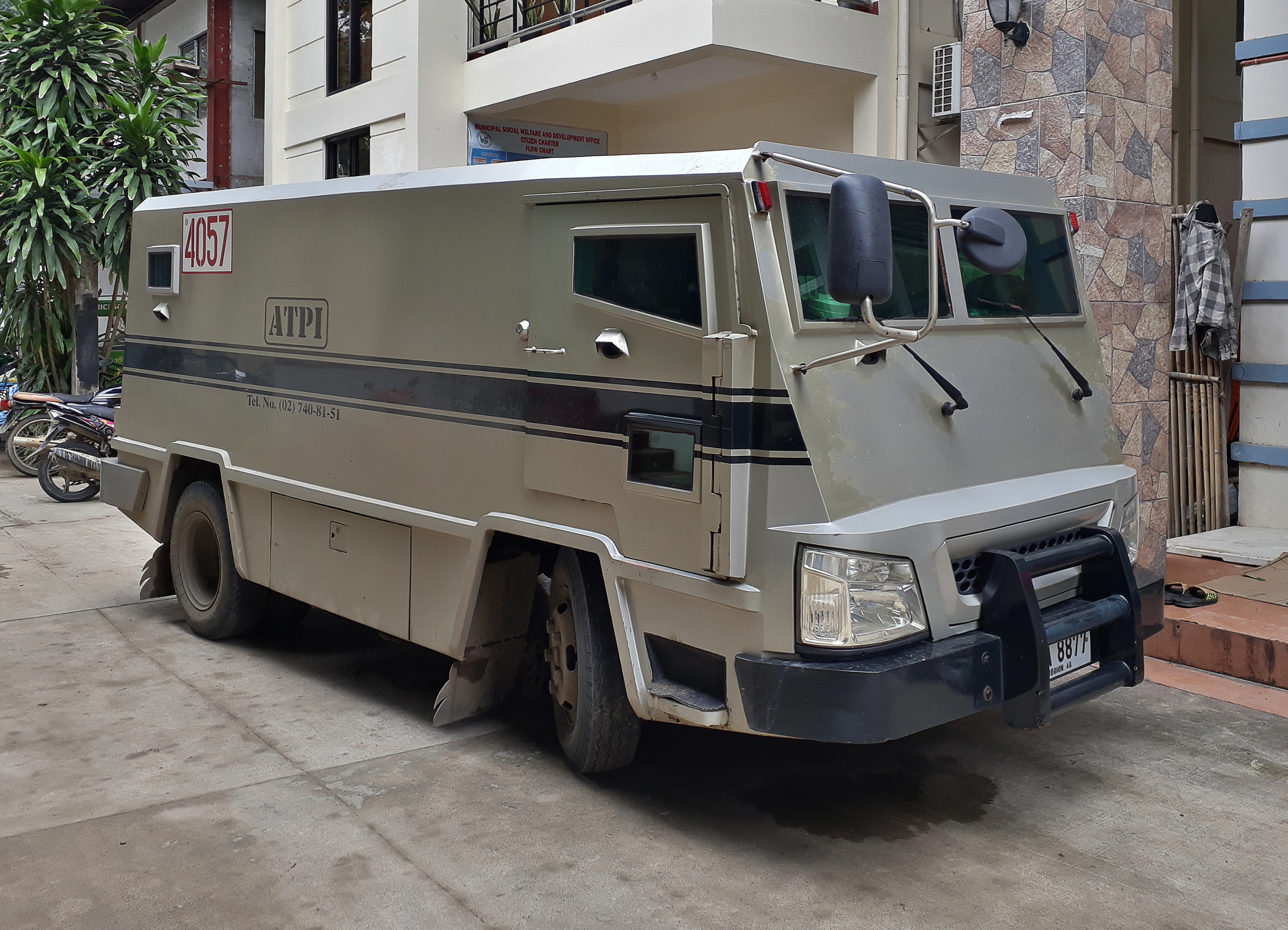
Furgoneta blindada CTK en Filipinas.

Un vehículo blindado (también conocido como vehículo blindado de transporte de efectivo, furgoneta de seguridad o camión blindado) es una furgoneta o camión blindado que se utiliza para transportar objetos de valor, como grandes cantidades de dinero u otros objetos de valor, especialmente para bancos o empresas minoristas. El vehículo blindado suele ser un vehículo multifuncional diseñado para proteger y garantizar el bienestar del contenido y los guardias transportados. Por lo general, personalizados en el chasis básico de una camioneta o camión, cuentan con vidrio resistente a las balas, blindaje y carcasas y cabinas reforzadas. Los vehículos blindados están diseñados para resistir intentos de robo y secuestro, siendo capaces de resistir balas de la mayoría de armas de fuego cortas y fusiles, así como grados extremos de calor, explosivos y colisiones.

## Historia
La primera forma de transporte blindado de objetos de valor que realmente entró en producción fueron los vagones de tesoros "acorazados" diseñados por Cheyenne and Black Hills Stage Company durante el Viejo Oeste estadounidense. En aquel entonces, un pelotón de soldados y soldados de caballería se utilizaba para transportar objetos de valor, como oro, de forma segura a través de la frontera sin ley. No siempre consiguieron escoltar sus objetos de valor, y algunos ladrones lograron asaltar y robar estos transportes, como ocurrió en el robo de Wham Paymaster y las masacres de Skeleton Canyon . En Deadwood, Cheyenne y Black Hills Stage Company sufrieron robos a lo largo del sendero infestado de criminales de Deadwood a Cheyenne que también resultó en la muerte de uno de sus mensajeros con escopeta llamado Johnny Slaughter. Para disuadir a los bandidos y evitar futuros robos, la Stage Company construyó dos vagones del tesoro revestidos de acero llamados Slaughter (en honor al antiguo mensajero con escopeta) y Monitor (en honor al famoso USS Monitor en la Guerra de Secesión). Las diligencias tenían placas de acero de 5/16 de pulgada de espesor, ojos de buey para que los guardias dispararan, y dentro de cada vagón había una caja fuerte con paredes de tres pulgadas de espesor que estaba atornillada al piso y se decía que podía resistir asaltos durante 24 horas. horas. Aunque las diligencias eran impenetrables, aún dejaban desprotegidos al conductor y al mensajero de la escopeta. El 26 de septiembre de 1878, el Monitor fue atacado por la banda Charles Carey cuando salía de Deadwood. La pandilla mató a uno de los pasajeros, detuvo el vagón y se llevó más de 27 000 dólares en oro y objetos de valor.
Entre los primeros vehículos blindados construidos se encontraba el Bellamore Armored Motor Bank Car, de 1910, que debía funcionar como los vehículos blindados del servicio bancario actual, pero también como sucursal bancaria móvil. Fue construido sobre un camión Autocar Tipo XXI. No fue hasta que Rolls-Royce lanzó el automóvil blindado Rolls-Royce en agosto de 1914 que se presentó el primer vehículo blindado al ejército británico. El vehículo demostró ser superior durante la guerra, creando una demanda de vehículos blindados en todo el mundo. En 1930, Mercedes-Benz presentó el Nurburg 460, que era un vehículo blindado utilizado para proteger al papa Pío XI. A medida que el vehículo blindado se hizo cada vez más popular, los fabricantes de vehículos de todo el mundo empezaron a crear sus propias versiones.

## Uso

### Industria financiera
Los vehículos blindados se utilizan sobre todo en la industria financiera para transporte de efectivo, información financiera u otros activos valiosos.

### Joyas
Muchos joyeros utilizan vehículos blindados para transportar joyas y materiales a sus tiendas, ya que la naturaleza valiosa de dichos artículos los hace vulnerables a posibles intentos de robo.

### Educación
Algunas escuelas pueden utilizar vehículos blindados para transportar el dinero recaudado por eventos de recaudación de fondos o cafeterías. Algunas universidades pueden tener un banco universitario y pueden necesitar un vehículo blindado para manejar grandes cantidades de dinero.

## Vehículos

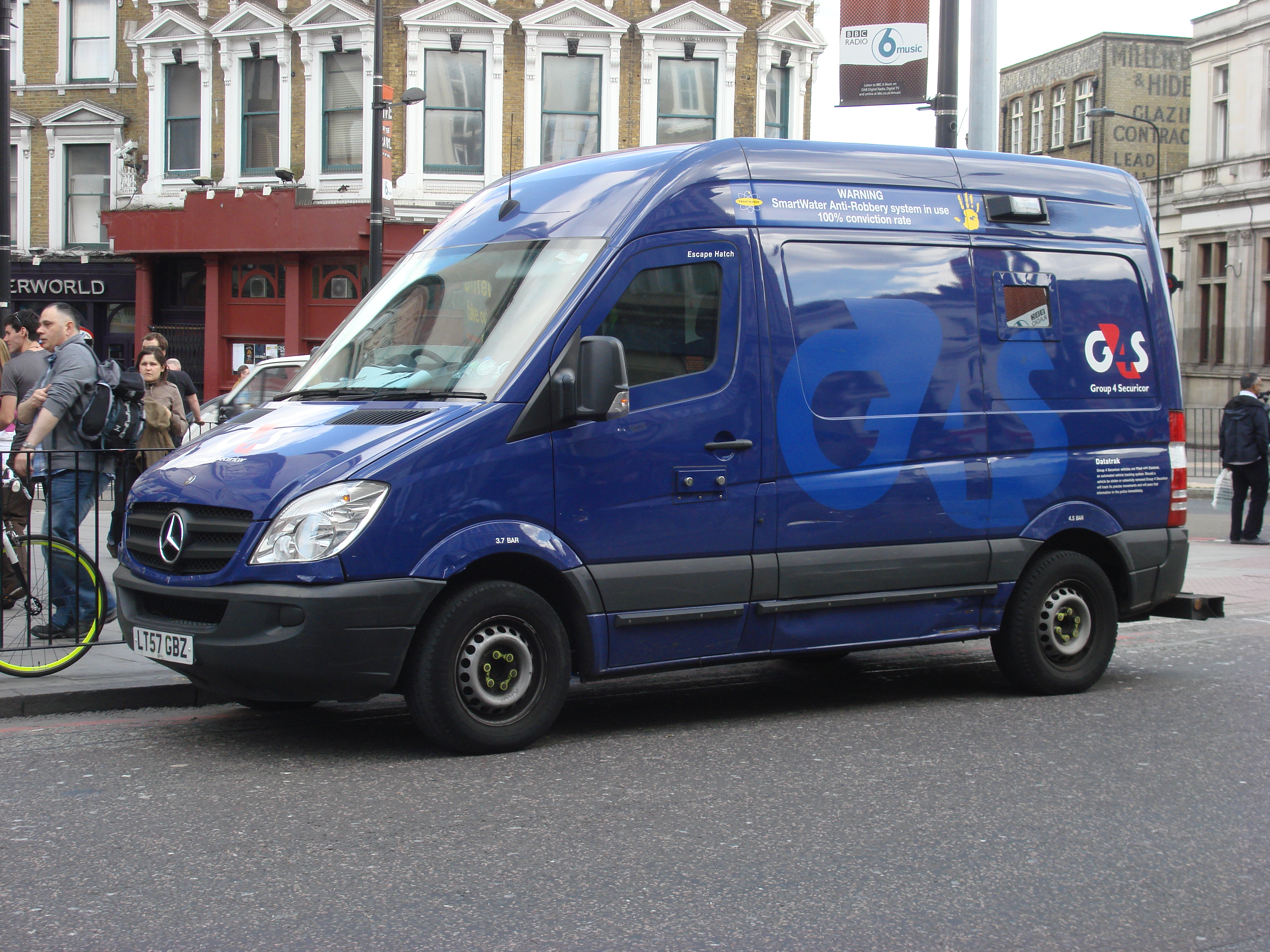
Furgoneta de seguridad G4S en el Reino Unido.

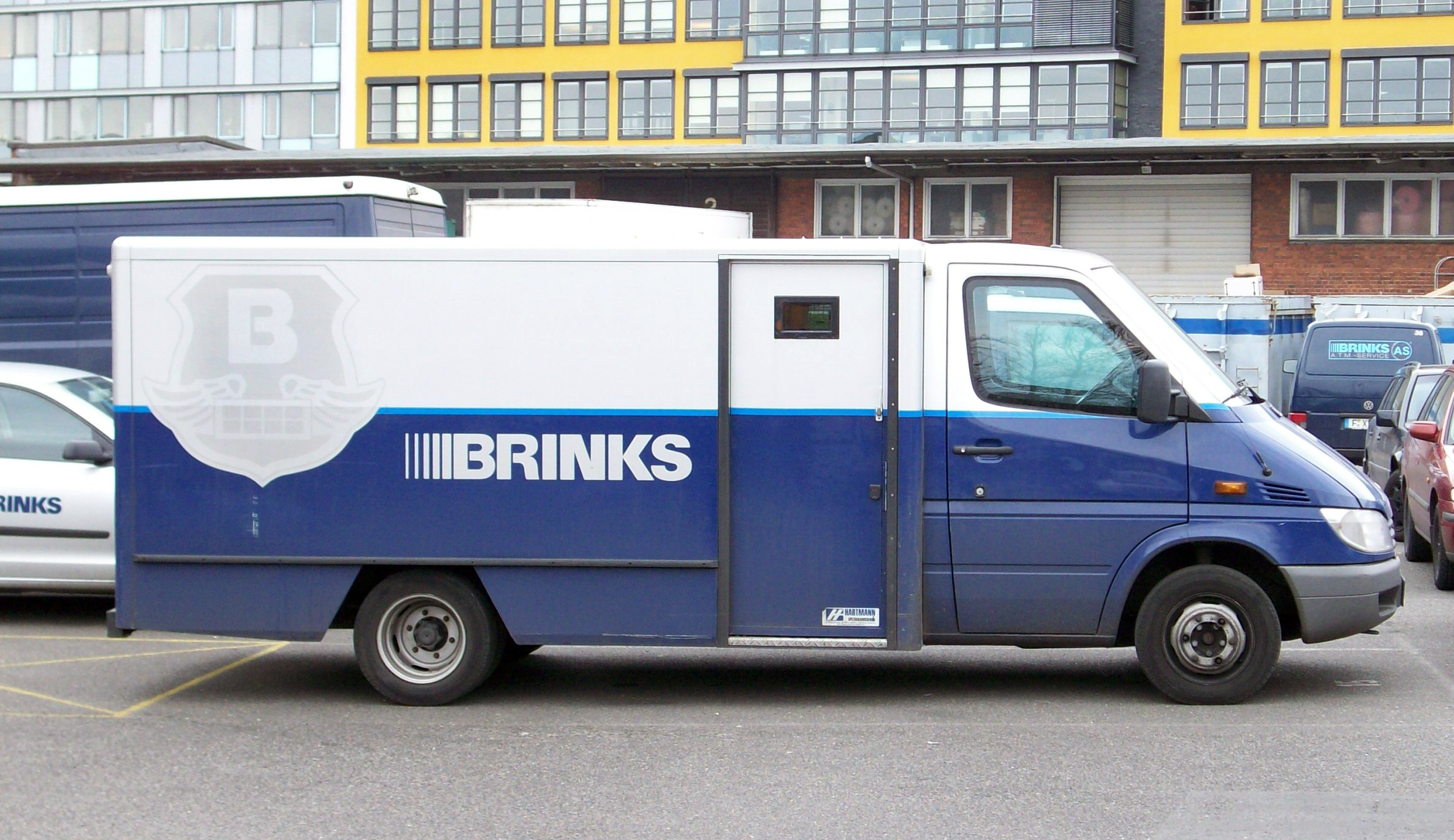
Furgoneta de seguridad Brinks en Hamburgo, Alemania.

Una carrocería y cabina blindadas están personalizadas en un chasis básico de camioneta o camión. Estos vehículos están diseñados para resistir intentos de robo y secuestro. Las carcasas y cabinas reforzadas y de cristal antibalas están diseñadas para soportar balas de la mayoría de las armas de fuego cortas y fusiles.

### Seguridad y protección del tráfico
Algunos vehículos blindados en ciertos países pueden tener autorización para tener luces de advertencia o sirenas intermitentes. La mayoría de los vehículos blindados tienen una barra protectora o un parachoques reforzado para embestir bloqueos u otros objetos de la carretera si son atacados. Normalmente tienen cámaras de CCTV que son vigiladas por el conductor, grabadas en la camioneta y también grabadas en una sala de control ubicada remotamente en caso de que los ladrones o atacantes roben las grabaciones de la camioneta. Con la llegada de la tecnología GPS, los vehículos blindados suelen estar equipados con dispositivos de seguimiento que pueden ser monitoreados por la empresa, lo que les permite ver si el vehículo se sale de la ruta planificada. El GPS también se puede utilizar para evitar que las puertas traseras se abran excepto en lugares designados, y se puede combinar con sistemas de control remoto para desactivar el motor en caso de robo o secuestro.

### Control de acceso
Se aplican una serie de herramientas para evitar el acceso a la camioneta por parte de personal que no sea vigilante de seguridad, incluida la eliminación de cerradura s externas de las puertas.
El vehículo puede llevar o no guardias armados. Estos vehículos blindados suelen ser operados por empresas de seguridad y, por lo tanto, a menudo se les denomina «furgonetas de seguridad».

## Guardias
La mayoría de los vehículos blindados tienen de dos a tres ocupantes:
- Un conductor, al que normalmente no se le permite abandonar el vehículo hasta que éste regrese al garaje.
- Uno o dos guardias que entregan los objetos de valor, a menudo conocidos bajo un nombre clave, como «bolsa de carbón» u otros.

Su principal deber es estar atentos y cargar y descargar los objetos de valor lo más rápido posible.
Los guardias de los vehículos blindados pueden usar chaleco antibalas, y a veces, cascos balísticos. Los guardias pueden estar armados, a veces con pistolas y escopetas o fusiles en el vehículo. Los guardias armados deben recibir entrenamiento con armas de fuego y pueden requerir permisos para ser guardia o portar un arma de fuego expuesta. La capacitación también puede incluir orientación sobre cómo mantener la calma en situaciones de emergencia, como enfrentar a delincuentes armados; ayudar a colegas heridos; notificar a las autoridades de la aplicación de la ley locales; seguir las reglas de tráfico; y elegir las rutas más seguras para el transporte.
Cinco Estados miembros de la Unión Europea, a saber, Dinamarca, Grecia, Irlanda, Suecia y los Países Bajos, así como el Reino Unido, prohíben las armas durante las operaciones de transporte de efectivo (CIT). En algunas partes de Estados Unidos, como en el estado de Nueva York, a los guardias de los vehículos blindados se les permite portar armas después de controles razonables. Además, los robos a vehículos blindados, al igual que los robos a bancos, son delitos federales en Estados Unidos que siempre incluirán al FBI.

## Alternativas
Los sistemas inteligentes de neutralización de billetes se utilizan a menudo como alternativa a los vehículos blindados o como protección complementaria para el CIT (por ejemplo, en vehículos semiblindados).

## Otros usos
A pesar de su función principal como medio seguro para transportar materiales valiosos de un lugar a otro, los vehículos blindados se utilizan ocasionalmente para otros fines. Por ejemplo, durante el tiroteo de North Hollywood en 1997, los oficiales del Departamento de Policía de Los Ángeles (LAPD) se apoderaron de un vehículo blindado para sacar a los civiles y oficiales heridos de la escena hacia el final del tiroteo. Esto llevó a la introducción de vehículos SWAT blindados especializados para tales situaciones.